# William Fargo

William Fargo

William George Fargo (* 20. Mai 1818 in Pompey, Onondaga County; † 3. August 1881 in Buffalo) war ein Pionier des US-amerikanischen Post-, Bahn- und Transportwesens.

## Leben

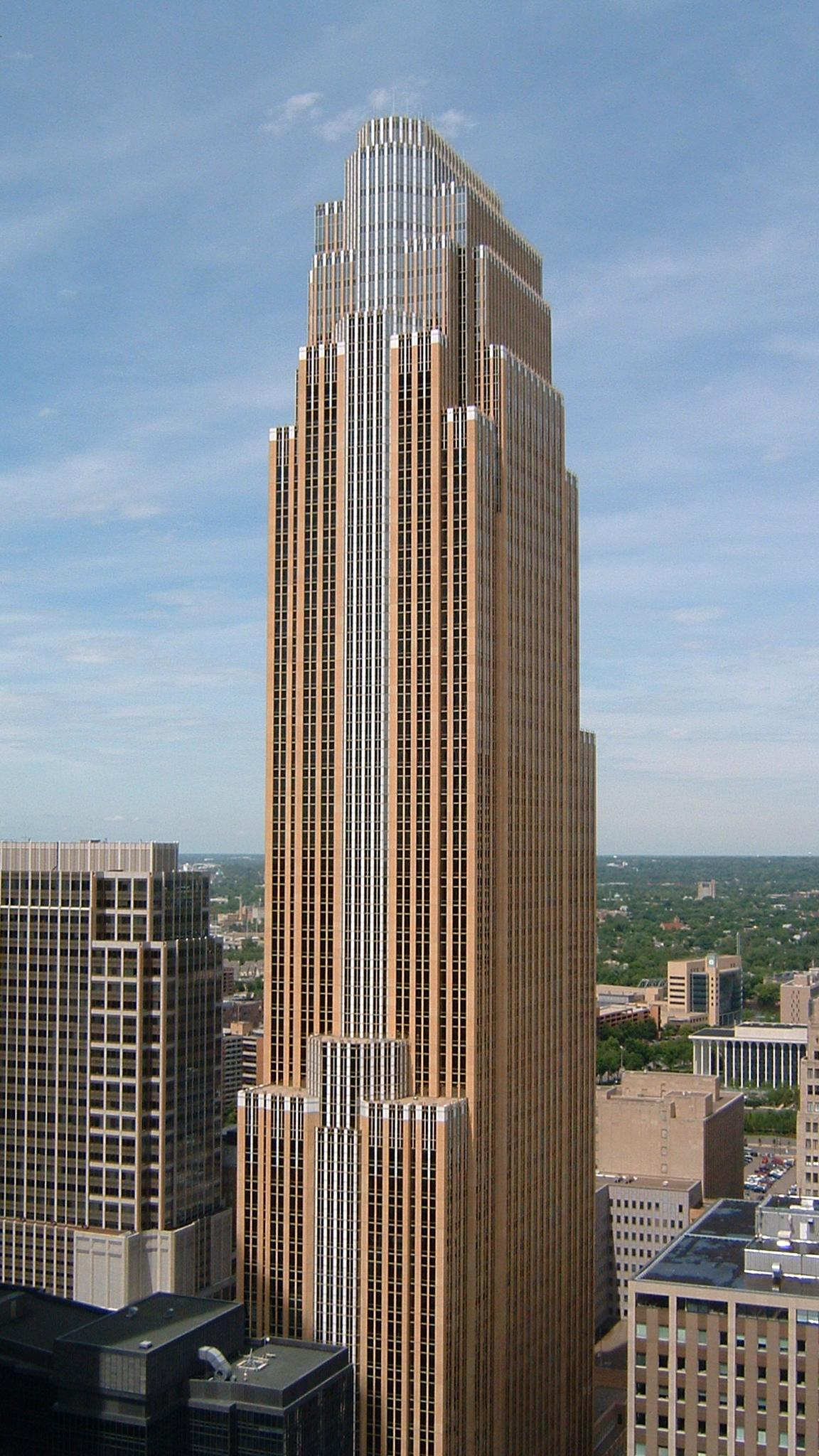
Wells Fargo Center in Minneapolis, Minnesota

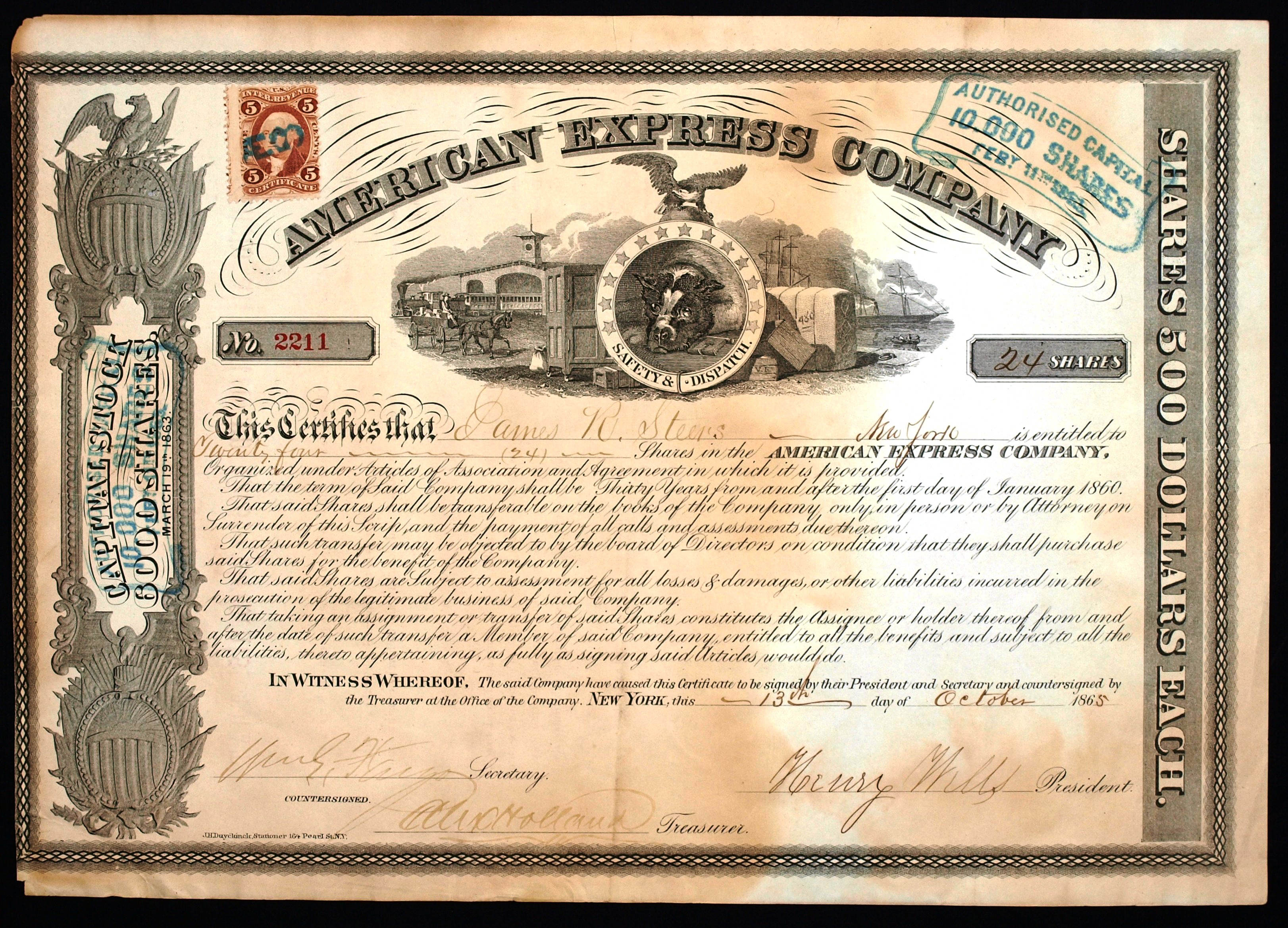
Aktie der American Express Company vom 13. Oktober 1865; signiert von William G. Fargo als Sekretär und Henry Wells als Präsident

William George Fargo wurde als ältester von zwölf Kindern von William C. Fargo (1791–1878) und Stacy Chappel Strong (1799–1869) geboren. Die Vorfahren der väterlichen Linie stammten aus Frankreich, die ursprüngliche Schreibweise des Namens war Fargeau.
Von seinem 14. Lebensjahr an musste William Fargo selbst für seinen Lebensunterhalt sorgen und erhielt nur geringe Schulbildung. Einige Jahre lang war er Angestellter in Lebensmittelgeschäften in Syracuse. 1841 wurde er Frachtagent für die Auburn & Syracuse Bahngesellschaft in Auburn, im Jahr darauf Expressbote zwischen Albany und Buffalo und schließlich 1843 Agent in Buffalo. Im Jahr 1844 gründete er mit Henry Wells (1805–1878) und Daniel Dunning seine erste Transportgesellschaft (Wells & Co., nach 1845 Livingston & Fargo), die im Transportdienst hauptsächlich westlich von Buffalo tätig war. Die Linien dieser Gesellschaft (die zuerst nur nach Detroit über Cleveland fuhr) wurden rasch auf Chicago, St. Louis und andere westliche Ziele ausgedehnt.
Im März 1850, als durch eine Vereinigung von konkurrierenden Linien die American Express Company entstand, wurde Wells deren Präsident und Fargo Sekretär. 1852 gründete er – mitten im kalifornischen Goldrausch –  u. a. mit Wells die Firma Wells, Fargo & Co. für Postkutschen- und Bankdienste. Dieses Unternehmen errichtete einen Expressdienst zwischen New York und San Francisco, über den Isthmus von Panama und an der Pazifikküste, wo die Kompanie lange ein virtuelles Monopol innehatte. 1861 kaufte Wells Fargo die Overland Mail Co., die 1857 mit Fargos Unterstützung als Postgesellschaft für die Vereinigten Staaten gegründet worden war. Von 1862 bis 1866 war Fargo, der den Demokraten angehörte, Bürgermeister von Buffalo, und von 1868 bis zu seinem Tod in Buffalo war er Präsident der American Express Company, die 1868 mit der Merchants Union Express Co. fusionierte. Außerdem war er Direktor der Gesellschaften New York Central Railroad und Northern Pacific Railway.
Fargo, die größte Stadt in North Dakota, wurde nach William Fargo benannt.
Die von Fargo mitgegründeten Unternehmen, die Bank Wells Fargo und das Kreditkartenunternehmen American Express, sind heute Globale Unternehmen.  Die Wells-Fargo-Speditionsdienste werden in dem Lied The Wells Fargo Wagon des Musicals The Music Man verewigt.